# MIDI Maze
MIDI Maze är ett FPS-labyrintspel till Atari ST, utvecklat av Xanth Software F/X, och utgviet av Hybrid Arts 1987. Spelet är stilbildande inom den så kallade Maze War-genren. Det ursprungliga utvecklingslaget bestod av James Yee, Michael Park och George Miller. Spelet anses också ha givit upphov till deathmatch-konceptet.
Spelet släpptes även till Game Boy, Sega Game Gear och SNES, under titeln Faceball 2000.

### Fotnoter
1. ↑  Thomson, Iain. "Gaming timeline." Personal Computer World. 21 februari 2008. Hämtdatum: 22 maj 20142 via HighBeam Research. URL.